# Remains of the Day
Remains of the Day è il terzo album in studio del gruppo musicale finlandese alternative rock End of You, pubblicato nel 2010 dalla Playground Music.

## Il disco
Questo disco si differenzia di più dai precedenti per un uso massiccio di sintetizzatori, incentrando di più il suono sull'elettronica. È possibile notare il cambiamento di stile più pop-oriented con maggiori influenze dance rock ed electroclash.

## Tracce
1. End of You – 4:07
2. Catching the Sky – 4:13
3. Just Dance – 3:20
4. Star Parade – 4:02
5. September Sun – 4:14
6. Hey My Enemies – 3:41
7. Forgive and Forget – 4:30
8. Breaking Bed – 5:37
9. Crystal – 4:18
10. Who Needs to Sleep – 4:32

### Singoli
- Star Parade  - uscito l'8 marzo 2010

### Videoclip
- Star Parade
- September Sun

## Formazione
- Jami Pietilä - voce
- Jani Karppanen - chitarra
- Joni Borodavkin - tastiere
- Otto Mäkelä - batteria
- Marko Borodavkin - basso